# Conferència de Pau de París (1919)
La conferència de pau de París de 1919, també coneguda com a Conferència de Pau de Versalles per ser el palau homònim seu de les deliberacions, fou una reunió internacional, organitzada pels guanyadors de la Primera Guerra Mundial per tal de negociar els tractats de pau entre els aliats i les potències centrals.

## Antecedents
El clima inicial d'optimisme de principis del segle XX aviat es va desmembrar violentament a les trinxeres del Front occidental. Durant la guerra, la producció britànica, alemanya i francesa es va transformar en militar. El 1917 Rússia es va endinsar en una revolució liderada per Vladimir Lenin i que va promoure l'economia marxista i va col·lectivitzar els mitjans de producció, i aquell mateix any els Estats Units d'Amèrica van entrar a la guerra en el bàndol dels aliats. El 1918 Alemanya va llançar una ofensiva de primavera que va fracassar i, quan els aliats van contraatacar, Alemanya va entrar en la revolució Alemanya, el seu govern interí va demanar la pau sobre la base dels Catorze punts de Wilson. Després de la guerra, Europa estava en ruïnes, econòmicament, físicament i psicològicament.

## La conferència
La conferència s'inicia el 18 de gener del 1919 i s'acabà a l'agost 1920, amb algunes interrupcions durant el seu transcurs. A les reunions hi acudiren diplomàtics de més de 32 països sota la direcció del Consell dels Quatre: el primer ministre britànic Lloyd George; el President dels Estats Units, Woodrow Wilson; el president de govern francès i ministre de la guerra alhora, Georges Clemenceau, i el president del govern italià Vittorio Emanuele Orlando. De fet, varen ser aquests quatre líders els que van decidir les gran qüestions a tractar i, finalment, van imposar les seves condicions. Els vençuts ni tan sols van ser escoltats i només se'ls convocà per comunicar-los els acords presos.
Aquesta conferència consagrà la desaparició de tres imperis, l'imperi alemany, l'Imperi Austrohongarès i l'Imperi Otomà i la creació de nous estats a Europa: el renaixement de Polònia, la creació de Txecoslovàquia, i el Regne dels Serbis, Croats i Eslovens (Iugoslàvia). Les colònies alemanyes es van dividir o compartir entre el Regne Unit, França, Bèlgica, Sud-àfrica, els Estats Units i el Japó mentre que l'Orient Mitjà anteriorment possessió otomana es dividí entre els mandataris de la Lliga de Nacions a França i Anglaterra. Reparacions derivades de la guerra són exigides des d'Alemanya, que veu al seu territori oriental amputat des de la vila de Danzig administrada per Polònia.

## Fites
Les principals fites a les quals s'arribaren fou la creació de la Societat de Nacions i els cinc Tractats de Pau amb els països vençuts. Els tractats són els següents: 
- Tractat de Versalles, amb Alemanya.
- Tractat de Saint-Germain-en-Laye, de 10 de setembre del 1919, amb Aústria
- Tractat de Trianon, de 4 de juny del 1920, amb Hongria
- Tractat de Neully, de 27 de novembre 1919, amb Bulgària
- Tractat de Sèvres, de 10 d'agost del 1920, amb Turquia.